# Jelena Dokić
Jelena Dokić (Osijek, 12. travnja 1983.) je profesionalna tenisačica koja igra za Australiju, a jedan dio svoje karijere nastupala je i za Srbiju i Crnu Goru. 

## Karijera
Rođena je u Osijeku, ali se za vrijeme raspada SFRJ seli u Sombor u Vojvodini. Nekoliko godina kasnije s obitelji odlazi živjeti u Sydney u Australiji.

Kao 14-godišnjakinja debitirala je na ITF turnirima u Australiji.

Godinu 1998. počinje kao 588. igračica svijeta. Igra samo 2 ITF turnira. Na jednom je izborila finale. Godinu završava na 341. mjestu.

Jelena Dokić je u svijetu tenisa postala upamćena kada je 1999. godine u prvom kolu Wimbledona pobijedila Martinu Hingis sa 6:2 i 6:0.

Izgubivši u prvom kolu Australian Opena od Amerikanke Lindsay Davenport, njen otac se bunio protiv nepravilnosti u ždrijebu, pa mu je zbog nasilnog ponašanja zabranjen pristup teniskim terenima. Poslije toga, sele se u Srbiju i Jelena igra pod zastavom SCG.

Njene odlične igra rezultirale su osvajanjem 5 turnira i izborenih 7 finala. No, nakon što se razišla od oca Damira, počela je silazna putanja u njenoj karijeri.

2003. godine počela je suradnju s hrvatskim trenerom Bornom Bikićem, suprotno željama njenog oca, što je imalo negativan utjecaj na njenu igru. Krajem te godine na turniru u Zürichu igrala je finale protiv Henin i izgubila. U polufinalu je dobila tada neprikosnovenu Clijsters s 1-6 6-3 6-4. Ovo joj je donijelo skok s 25 mjesta na 14. mjesto WTA rang liste. 
2005. godine vraća se u Australiju kako bi ponovo igrala pod njihovom zastavom. Sljedeće godine se iz kvalifikacija probija na glavni turnir Australian Opena, ali je izgubila već u prvom kolu od francuskinje Virginije Razzano s 3:6, 7:6 i 6:1.

U svibnju 2006. godine trenira u teniskoj akademiji Ive Majoli. Godinu završila je na 586. mjestu WTA liste.

## Osvojeni turniri

### Pojedinačno (5)
| Br. | Datum               | Turnir               | Protivnica u finalu                 | Rezultat   |
| 1.  | 20. svibnja, 2001.  | Rim, Italija         | Amelie Mauresmo, Francuska          | 7-6(3) 6-1 |
| 2.  | 23. rujna, 2001     | Tokio, Japan         | Arantxa Sanchez-Vicario, Španjolska | 6-4 6-2    |
| 3.  | 7. listopada, 2001. | Moskva, Rusija       | Jelena Dementijeva                  | 6-3 6-3    |
| 4.  | 7. travnja, 2002.   | Sarasota, SAD        | Tatjana Panova, Rusija              | 6-2 6-2    |
| 5.  | 16. lipnja, 2002.   | Birmingham, Engleska | Anastazija Miškina                  | 6-2 6-3    |

### Parovi (4)
| Br. | Datum                | Turnir           | Partnerica             | Suparnice u finalu                                 | Rezultat       |
| 1.  | 28. listopada, 2001. | Linz, Austrija   | Nadja Petrova, Rusija  | Els Callens, Belgija Chanda Rubin, SAD             | 6-1 6-4        |
| 2.  | 7. travnja, 2002.    | Sarasota, SAD    | Jelena Lihovceva       | Els Callens, Belgija Conchita Martinez, Španjolska | 6-7(5) 6-3 6-3 |
| 3.  | 11. kolovoza, 2002.  | Los Angeles, SAD | Kim Clijsters, Belgija | Daniela Hantuchova, Slovačka Ai Sugiyama, Japan    | 6-3 6-3        |
| 4.  | 27. listopada, 2002. | Linz, Austrija   | Nadja Petrova, Rusija  | Rika Fujiwara, Japan Ai Sugiyama, Japan            | 6-3 6-2        |

## Vanjske poveznice
- WTA profil  Arhivirana inačica izvorne stranice od 29. travnja 2007. (Wayback Machine)